# Lena Kalla
Lena Kalla (Wurzburgo, 30 de septiembre de 1993) es una deportista alemana que compitió en natación. Ganó una medalla de plata en el Campeonato Europeo de Natación en Piscina Corta de 2008, en la prueba de 4 × 50 m estilos.

## Palmarés internacional
| Campeonato Europeo en Piscina Corta | Campeonato Europeo en Piscina Corta | Campeonato Europeo en Piscina Corta | Campeonato Europeo en Piscina Corta |
| Año                                 | Lugar                               | Medalla                             | Prueba                              |
| ----------------------------------- | ----------------------------------- | ----------------------------------- | ----------------------------------- |
| 2008                                | Rijeka (Croacia)                    | Medalla de plata                    | 4 × 50 m estilos                    |